# Boussac, Aveyron
Boussac är en kommun i departementet Aveyron i regionen Occitanien i södra Frankrike. Kommunen ligger  i kantonen Baraqueville-Sauveterre som ligger i arrondissementet Rodez. År 2022 hade Boussac 605 invånare.

## Befolkningsutveckling
Antalet invånare i kommunen Boussac
Referens: INSEE